# Perth and Kinross
Perth and Kinross er en af Skotlands 32 councils. Kommunen grænser op mod Clackmannanshire, Stirling (region), Fife, City of Dundee, Highland og Angus. Administrationsbyen er Perth.

## Traditionelle grevskaber
Perth and Kinross dækker det meste af de traditionelle grevskaber Perthshire og Kinross-shire.

## Byer og Landsbyer
Perth er den eneste by med city-status i området.

### Byer
- Aberfeldy
- Alyth
- Auchterarder
- Blairgowrie and Rattray
- Coupar Angus
- Crieff
- Dunkeld
- Kinross
- Milnathort
- Pitlochry

### Landsbyer
- Abbots Deuglie
- Aberargie
- Abercairny
- Aberdalgie
- Abernethy
- Abernyte
- Aberuthven
- Achalader
- Acharn
- Achnafauld
- Airntully
- Aldclune
- Almondbank
- Amulree
- Ardler
- Ardoch
- Ardtalnaig
- Balado
- Balbeggie
- Ballinluig
- Bankfoot
- Birnam
- Blackford
- Blair Atholl
- Blairingone
- Braco
- Bridge of Balgie
- Bridge of Cally
- Bridge of Earn
- Bridge of Tilt
- Burrelton
- Campmuir
- Caputh
- Carnbo
- Carpow
- Carsehall
- Clunie
- Collace
- Comrie
- Cottown
- Craigie
- Crook of Devon
- Dalguise
- Dalqueich
- Dowally
- Dull
- Duncrievie
- Dunning
- Errol
- Fearnan
- Findo Gask
- Finegand
- Forgandenny
- Forteviot
- Fortingall
- Fowlis Wester
- Garrow
- Glencarse
- Glenfarg
- Glenlomond
- Glenshee
- Grandtully
- Greenloaning
- Harrietfield
- Huntingtower and Ruthvenfield
- Inchture
- Inchyra
- Invergowrie
- Invermay
- Kenmore
- Kettins
- Killiecrankie
- Kilspindie
- Kinfauns
- Kingoodie
- Kinloch, Blairgowrie
- Kinloch, Coupar Angus
- Kinloch Rannoch
- Kinnaird, Atholl
- Kinnaird, Gowrie
- Kinnesswood
- Kinrossie
- Kirkmichael
- Lawers
- Leetown
- Logierait
- Longforgan
- Luncarty
- Madderty
- Meigle
- Meikleour
- Methven
- Middleton
- Moneydie
- Monzievaird
- Murthly
- Muthill
- Ochtertyre
- Old Blair
- Pitcairngreen
- Pitkeathly Wells
- Pitmiddle
- Powmill
- Rait
- Redgorton
- Rhynd
- Rumbling Bridge
- Scone
- Scotlandwell
- Spittal of Glenshee
- Stanley
- St Fillans
- St Madoes
- Strathtay
- Tibbermore
- Trinafour
- Tullibardine
- Waterloo
- Weem
- Wolfhill
- Woodside

## Seværdigheder
- Ashintully Castle
- Atholl Country Life Museum
- Ben Lawers
- Blackhall Roman Camps
- Blair Atholl Mill
- Blair Castle
- Cateran Trail
- Cairngorms National Park
- Castle Menzies
- Clan Donnachaidh Centre
- Cluny House Gardens
- Dirnanean House
- Drummond Castle
- Edradour Distillery
- Elcho Castle
- Forest of Atholl
- Fortingall Yew
- Glen Lyon
- Grampian Mountains
- Kindrogan House
- Lendrick Muir School
- Loch Earn
- Loch Lomond and the Trossachs National Park
- Loch Rannoch
- Loch Tay
- Melville Monument
- Portmoak
- Rannoch Moor
- Strathearn
- Whitefield Castle